# ننه (مریوان)
ننه (مریوان)، روستایی از توابع بخش مرکزی شهرستان مریوان در استان کردستان ایران است.

## جمعیت
این روستا در دهستان سرکل قرار دارد و براساس سرشماری مرکز آمار ایران در سال ۱۳۸۵، جمعیت آن 700 نفر (۱۲۵خانوار) بوده‌است.